# 细钟花
细钟花（学名：Leptocodon gracilis）是桔梗科细钟花属的植物。分布于尼泊尔、锡金以及中国大陆的云南、四川等地，生长于海拔2,000米至2,500米的地区，常生长在林下和灌木上，目前尚未由人工引种栽培。
其种加词来源于拉丁文“gracilis”，意为“纤细的”。